# Peter Verhagen
Peter Verhagen (1957) is een Nederlands Indiakundige en tibetoloog met specialisme grammatica en boeddhologie. Aan de Universiteit Leiden doceert hij boeddhologie (sinds 1995), tibetologie (sinds 1987) en Indiase filosofie.
Verhagen studeerde indologie en tibetologie aan de Universiteit van Amsterdam en de Universiteit Leiden. Hij promoveerde in 1991 op de literatuur in het Sanskriet over grammatica, dat werd gepubliceerd onder Grammatical Literature in Tibet. Volume 1: Transmission of the Canonical Literature in 1994. Hij deed onderzoek naar de grammatica in het Sanskriet en naar de Tibetaanse scholastiek van de 9e tot en met de 20e eeuw en publiceerde dat in 2001 in A History of Sanskrit Grammatical Literature in Tibet. Volume 2: Assimilation into Indigenous Scholarship. In ander onderzoek richtte Verhagen zich op de theorieën van tekstinterpretatie zoals die zich ontwikkelde binnen voornamelijk het Mahayana en enigszins die binnen het tantrisch boeddhisme.